# Jean Carmignac
Jean Gaston Maurice Carmignac (ur. 7 sierpnia 1914 w Paryżu, zm. 2 października 1986 w Viroflay) – francuski prezbiter katolicki, biblista, tłumacz manuskryptów wspólnoty qumrańskiej.

## Życiorys
Absolwent Seminarium Francuskiego w Rzymie. W 1954 został wysłany do Jerozolimy, gdzie w École Biblique zetknął się z rękopisami z Qumran. Carmignac został szybko specjalistą w tej dziedzinie. Badał teksty od strony językowej: hebrajski/aramejski okresu międzytestamentalnego. Badacz opublikował szereg tłumaczeń. W 1958 założył i do końca życia redagował czasopismo qumranistyczne Revue de Qumran. Od 1976 współpracował z nim Émile Puech.
Opierając się na swoich prowadzonych około dwadzieścia lat badaniach nad ewangeliami synoptycznymi, był gorącym zwolennikiem teorii, według której pierwotnie istniały redakcje hebrajskie tekstów ewangelicznych, znanych dzisiaj w wersji greckiej. Carmignac zakładał, iż ewangelie synoptyczne powstały około roku 50. Biblista pierwszy raz przedstawił swoją teorię w 1984 w książce La naissance des Évangiles synoptiques (wydanie polskie w 2009).
Tezy wysunięte przez Carmignaca w publikacji:
1. pewnym jest, iż Marek i Mateusz oraz dokumenty użyte przez Łukasza były zredagowane w języku semickim
2. możliwe, iż język ten był zbliżony do hebrajskiego, jakiego użyto, sporządzając rękopisy qumrańskie, raczej niż do aramejskiego
3. możliwe, iż Mateusz Ewangelista zredagował w języku semickim zbiór "mów Jezusa", tzw. źródło Q, które następnie wykorzystali redaktorzy Mateusza i Łukasza − źródło Q powstało prawdopodobnie między 30 a 40 rokiem
4. bardzo prawdopodobne, iż Ewangelia Marka została napisana w języku semickim przez Piotra Apostoła
5. możliwe, że Piotr napisał swoją ewangelię w języku semickim między 42 a 45 rokiem
6. możliwe, że semicką Ewangelię Piotra przetłumaczył między 50 a 63 w Rzymie na grecki, czyniąc pewne korekty, Marek Ewangelista − tekst przypisano tłumaczowi a nie autorowi
7. możliwe, że semicki Mateusz powstał około 45, przy użyciu źródła Q, Ewangelii Piotra i jakiejś "opowieści o dzieciństwie"; przetłumaczony następnie na grecki około roku 50 zachował się do naszych czasów jako znana nam Ewangelia Mateusza
8. Łukasz prawdopodobnie napisał swoją ewangelię po grecku między 50 a 53, używając materiałów przetłumaczonych na grecki z języka semickiego − być może były to: źródło Q, Ewangelia Marka oraz jakaś "opowieści o dzieciństwie", różna jednak od tej, którą wykorzystano przy redakcji semickiego Mateusza − ten grecki tekst Łukasza znany jest nam dzisiaj